# Annick De Ridder
Annick De Ridder (Antwerpen, 4 februari 1979) is een Belgisch juriste en Vlaams-nationalistisch politica voor de N-VA.

## Levensloop
De Ridder voltooide haar middelbare studies aan het Instituut Dames van het Christelijk Onderwijs te Antwerpen, waar ze afstudeerde in de richting Latijn-Wiskunde. Vervolgens behaalde ze in 1999 haar diploma kandidatuur Rechten aan de UFSIA en vervolgens in 2002 haar licentie aan de UIA. In 2013 behaalde ze een aanvullend postgraduaatsdiploma Corporate Finance aan de Katholieke Universiteit Leuven.
De Ridder werd bekend in Vlaanderen tijdens haar voorzitterschap van de Jong VLD-Antwerpen, een mandaat dat ze uitoefende van 2002 tot 2004. Gedurende die periode trok zij namelijk ten strijde tegen de goedkeuring van het migrantenstemrecht. Later haalde zij het nieuws in het debat omtrent de Lange Wapperbrug in Antwerpen en een boycot van de Zeeuwse mossel om zo het dossier van de verdieping van de Schelde open te breken.
Van 2002 tot 2011 was De Ridder advocaat aan de Antwerpse balie, bij advocatenkantoor Caeymaex, Lenière, Verstraeten en Partners. Bij de derde rechtstreekse Vlaamse verkiezingen van 13 juni 2004 werd ze verkozen in de kieskring Antwerpen. Ze was onder meer actief als vast lid van de Commissie voor Openbare Werken, Mobiliteit en Energie. Na de volgende Vlaamse verkiezingen van 7 juni 2009 kwam ze eind juni 2009 opnieuw in het Vlaams Parlement terecht. Ze zat er de Commissie voor Bestuurszaken, Binnenlands Bestuur, Decreetsevaluatie, Inburgering en Toerisme voor van 2009 tot 2013. In december 2009 snoerde Vlaams Parlementsvoorzitter Jan Peumans haar de mond na kritische vragen betreffende de Oosterweelverbinding. Er tekende zich een oplopend visieverschil af rond de Oosterweelverbinding met De Ridder die kritische vragen stelde betreffende de meerkost van de tunnelvariant.
Van 2001 tot 2006 was De Ridder districtsraadslid van het stadsdistrict Antwerpen en in oktober 2006 werd ze verkozen tot gemeenteraadslid in de stad Antwerpen. Van 2007 tot 2011 was zij fractievoorzitter van de Open Vld in de Antwerpse gemeenteraad en bestuurder in het Gemeentelijk Havenbedrijf Antwerpen. In april 2011 legde ze beide mandaten neer en verliet ze de gemeenteraad om een functie op te nemen bij Katoen Natie, waar ze tot in juli 2014 aan de slag was als zelfstandig consulent. Van 2014 tot 2015 was ze opnieuw bestuurder in het Gemeentelijk Havenbedrijf Antwerpen.
Op 25 november 2013 maakte ze haar overstap naar de N-VA bekend. Ze trad toe tot de fractie van deze partij in het Vlaams Parlement en werd afgevaardigd naar de commissie Economie, Innovatie, Wetenschapsbeleid, Werk en Sociale Economie. Ze werd bij de Vlaamse verkiezingen van 25 mei 2014 met 30.573 voorkeurstemmen voor de eerste maal vanop een N-VA-lijst verkozen in het Vlaams Parlement en ging er nadien zetelen in de commissie Mobiliteit en Openbare Werken. Van eind juni tot eind juli 2014 maakte ze als secretaris deel uit van het Bureau (dagelijks bestuur) van het Vlaams Parlement. Ze werd vanuit het Vlaams Parlement sinds begin juli 2014 ook aangewezen als deelstaatsenator voor N-VA en werd fractieleider in de Senaat. Ze bleef senator tot in januari 2019. Bij de verkiezingen van 26 mei 2019 werd ze herkozen in het Vlaams Parlement met 27.629 voorkeursstemmen en ging ze opnieuw zetelen in de commissie Mobiliteit en Openbare Werken. Ook bij de verkiezingen van 9 juni 2024 werd De Ridder nogmaals herkozen, ditmaal met een persoonlijke score van 40.936 stemmen. Enkele maanden later, op 30 september 2024, werd De Ridder Vlaams minister in de regering-Diependaele, met de bevoegdheden Mobiliteit, Openbare Werken, Havens en Sport.
Bij de lokale verkiezingen van oktober 2018 werd ze opnieuw verkozen tot gemeenteraadslid van Antwerpen. Ze werd er begin januari 2019 eveneens aangesteld als schepen voor de haven, stadsontwikkeling, ruimtelijke ordening en patrimonium. In deze functie wist De Ridder in april 2022 de drie jaar durende fusiegesprekken tussen de haven van Antwerpen en Zeebrugge tot een goed einde te brengen. De Ridder werd na de fusie voorzitter van de raad van bestuur van het eengemaakte havenbedrijf Antwerpen-Brugge.
Als bevoegd schepen was De Ridder ook voorzitter van de raad van bestuur van AG Vespa, het autonome gemeentebedrijf voor vastgoed en stadsprojecten in Antwerpen. Na haar benoeming als Vlaams minister trad ze op 1 oktober 2024 terug als Antwerps havenschepen en werd ze daar opgevolgd door Johan Klaps. Wel bleef De Ridder zetelen als gemeenteraadslid.